# Kalanchoe deficiens
Kalanchoe deficiens és una espècie de planta suculenta del gènere Kalanchoe, que pertany a la família Crassulaceae.

## Descripció
És una planta perenne, que forma mates, d'1,5 m d'alçada, totalment glabra o amb pèls glandulars a la part superior.
Les fulles són peciolades, carnoses, gris clar-verdoses, glabres, amb pecíol ample, de 0,5 a 2 cm de llarg; làmina el·líptica, ovada a àmpliament obovada, de 4 a 10 cm de llarg i de 2,5 a 5 cm d'ample, punta obtusa, base cuneada, marges sencers o crenats.
Les inflorescències són corimbiformes, de 7 a 12 cm, pedicels de 2 a 6 mm, amb pèls glandulars.
Les flors són erectes, amb pèls glandulars curts més o menys densos; tub de calze de 0,2 a 0,5 mm; sèpals estretament ovats a lanceolats, aguts, de 3 a 6,5 mm de llarg i de 1 a 2 mm d'ample; corol·la de color escarlata, vermell ataronjat a rosat, tub més o menys cilíndric, eixamplat a la base, de 8 a 12 mm; pètals ovats a obovats, mucronats, de 5 a 7 mm de llarg i de 2,2 a 4 mm d'ample, estams inserits cap a la part superior del tub de la corol·la, estams superiors lleugerament sobresortints.

## Distribució
La planta es troba a l'Himalaya tropical, Caixmir, India, Xina, Bhutan, Sikkim, Taiwan, Cambodja, Indonesia, Laos, Malaysia, Nepal, Filipines, Tailàndia, Vietnam, Yemen, etc.

## Taxonomia
Kalanchoe deficiens va ser descrita per Paul Friedrich August Ascherson i Georg August Schweinfurth (Asch. & Schweinf.) i publicada a Illustration de la Flore d'Égypte [Cairo] 79. 1887.

### Etimologia
Kalanchoe: nom genèric que deriva de la paraula cantonesa "Kalan Chauhuy", 伽藍菜 que significa 'allò que cau i creix'.
deficiens: epítet llatí que significa 'decaigut'.

### Sinonímia
- Cotyledon deficiens  Forss. (1775) / Kalanchoe glaucescens var. deficiens  (Forss.) Senni (1905)
- Cotyledon integra  Medikus (1775) / Kalanchoe integra  (Medikus) Kuntze (1891)
- Cotyledon nudicaulis  Murray (1784) / Vereia nudicaulis  (Murray) Sprengel (1825)
- Cotyledon aegyptiaca  Lamarck (1786) / Kalanchoe aegyptiaca  (Lamarck) DC (1801)
- Cotyledon nudicaulis Vahl (1791)